# TFD
TFD (на английски: thin film diode) e вид LCD (liquid crystal display) дисплей, ползван при flat-panel мониторите.
TFD технологията комбинира отличното качество и бързитите времена за реакция на TFT, с по-малката консумация на енергия и по-ниската цена на STN технологията.
TFD използва технология на активна матрица, което означава че до всеки пиксел е разположен диод, който позволява пиксела да бъде включван и изключван индивидуално. TFD дава по-бързи времена за реакция и по-добър контраст в сравнение с технологиите, използващи пасивна матрица.